# Ingolfiella (Tethydiella) xarifae
Ingolfiella (Tethydiella) xarifae is een vlokreeftensoort uit de familie van de Ingolfiellidae. De wetenschappelijke naam van de soort is voor het eerst geldig gepubliceerd in 1966 door Ruffo.